# BDC Marcpol
BDC Marcpol (Kod UCI: BDC) – polska zawodowa grupa kolarska istniejąca w latach 2011–2014.

## Nazwa grupy w poszczególnych latach
| lata      | nazwa            |
| --------- | ---------------- |
| 2011      | BDC Team         |
| 2012–2014 | BDC MarcPol Team |

## Historia

### Sezon 2011
W polskim peletonie grupa pojawiła się w sezonie 2011. Ze względu na bardzo późną rejestrację, została zarejestrowana przez UCI jako grupa MTB. Jednak ekipa ścigała się głównie na szosie. Grupę założyli byli kolarze i dyrektorzy sportowi: Dariusz Banaszek i Robert Duda. Są to właściciele firmy Banaszek Duda Company, która została tytularnym sponsorem zespołu.

#### Skład
| Imię i nazwisko     | Data urodzenia | Narodowość |
| Adrian Banaszek     |                | Polska     |
| Dariusz Baranowski  |                | Polska     |
| Mateusz Komar       |                | Polska     |
| Mateusz Kowal       |                | Polska     |
| Robert Radosz       |                | Polska     |
| Dariusz Rudnicki    |                | Polska     |
| Marcin Sapa         |                | Polska     |
| Damian Walczak      |                | Polska     |
| Łukasz Ziemka       |                | Polska     |
| Wojciech Ziółkowski |                | Polska     |

| Imię i nazwisko  | funkcja  | Narodowość |
| Dariusz Banaszek | menedżer | Polska     |
| Robert Duda      | menedżer | Polska     |

### Sezon 2012
Po debiutanckim sezonie, w kolejnym BDC pozyskał drugiego sponsora tytularnego, firmę MarcPol i jako BDC Marcpol Team został zarejestrowany jako UCI Continental Teams. Zespół wzmocniło też wielu zawodników, przez co znacząco wzrosła jego rola w krajowym peletonie.

#### Skład
| Imię i nazwisko     | Data urodzenia | Narodowość |
| Adrian Banaszek     |                | Polska     |
| Dariusz Baranowski  |                | Polska     |
| Kacper Gronkiewicz  |                | Polska     |
| Mateusz Kirpsza     |                | Polska     |
| Mateusz Komar       |                | Polska     |
| Konrad Kott         |                | Polska     |
| Jarosław Kowalczyk  |                | Polska     |
| Eryk Laton          |                | Polska     |
| Robert Radosz       |                | Polska     |
| Dariusz Rudnicki    |                | Polska     |
| Marcin Sapa         |                | Polska     |
| Adam Wadecki        |                | Polska     |
| Damian Walczak      |                | Polska     |
| Łukasz Ziemka       |                | Polska     |
| Wojciech Ziółkowski |                | Polska     |

| Imię i nazwisko  | funkcja  | Narodowość |
| Dariusz Banaszek | menedżer | Polska     |
| Robert Duda      | menedżer | Polska     |

### Sezon 2013

#### Sukcesy
- 1. miejsce, 7. etap Tour du Maroc: Mateusz Komar
- 1. miejsce, Memoriał Andrzeja Trochanowskiego: Konrad Dąbkowski

### Sezon 2014

#### Sukcesy
- 1. miejsce, Memoriał Stanisława Szozdy: Robert Radosz